# Simonoonops grande
Espèce
Simonoonops grande est une espèce d'araignées aranéomorphes de la famille des Oonopidae.

## Distribution
Cette espèce est endémique de l'État d'Aragua au Venezuela,. Elle se rencontre à Rancho Grande entre 1 000 et 1 400 m d'altitude.

## Description
Le mâle holotype mesure 1,72 mm et la femelle paratype 2,08 mm.

## Étymologie
Cette espèce est nommée en référence au lieu de sa découverte, Rancho Grande.

## Publication originale
- Platnick & Dupérré, 2011 : The goblin spider genus Simonoonops (Araneae, Oonopidae). American Museum Novitates, no 3724, p. 1-30 (texte intégral).